# Dinrigh Chaos
Il Dinrigh Chaos è una struttura geologica della superficie di Europa.